# Kuldīgas distrikt
Kuldīgas distrikt (lettisk: Kuldīgas rajons) er beliggende i regionen Kurland i det vestlige Letland. Udover den centrale administration består Kuldīgas distrikt af 20 selvstyrende enheder: 2 byer (lettisk: pilsētas, plur.; pilsēta, sing.), 1 storkommune (lettisk: novadi, plur.; novads, sing.) samt 17 landkommuner (lettisk: pagasti, plur.; pagasts, sing.).

## Selvstyrende enheder underlagt Kuldīgas distrikt
- Alsunga landkommune
- Ēdole landkommune
- Gudenieki landkommune
- Īvande landkommune
- Kabile landkommune
- Kuldīga by
- Kurmāle landkommune
- Laidi landkommune
- Nīkrāce landkommune
- Padure landkommune
- Pelči landkommune
- Raņķi landkommune
- Renda landkommune
- Rudbārži landkommune
- Rumba landkommune
- Skrunda by
- Skrunda storkommune
- Snēpele landkommune
- Turlava landkommune
- Vārme landkommune

56°58′07″N 21°58′18″Ø / 56.968611111111°N 21.971666666667°Ø